# 四旬节学期
四旬节学期（Lent term）是指英国和爱尔兰一些大学的冬季学期，通常从每年一月至三月，等同于牛津大学的希拉里学期。使用这个术语的大学包括：
- 剑桥大学
- 伦敦政治经济学院
- 伦敦大学国王学院
- 威尔士大学兰彼得学院
- 威尔士暨亚伯里斯威斯大学
- 艾希特大學
- 利物浦大学
- 兰卡斯特大学